# Cygames
Cygames(일본어: Cygames 사이게무스[*])는 일본의 비디오 게임 개발사이다. 2011년 모기업 사이버에이전트가 설립한 회사로, 본사는 도쿄에 위치하며 그 외 소속 개발사들이 오사카, 사가 및 대한민국 서울에 존재한다. 모바일 게임을 주로 개발해 처음에는 모바게 플랫폼에 배급을 시작했고 2013년부터는 안드로이드와 iOS 플랫폼으로 확장했다.
사이게임즈가 보유한 대표적인 지식 재산으로 《바하무트: 배틀 오브 레전드 (2011)》, 《아이돌마스터 신데렐라 걸즈 (2011)》(반다이 남코 엔터테인먼트와 공동소유), 《그랑블루 판타지 (2014)》, 《섀도우버스 (2016)》가 있다. 2015년부터는 콘솔 게임을 개발하기 시작했으며, 2016년에는 애니메이션 제작사 사이게임즈픽처스의 설립을 발표했다. 그 외에 모바일 게임의 애니메이션화, 만화, 음악 등 다양한 분야에 걸쳐 사업을 하고 있다.

## 역사
주식회사 사이게임즈는 2011년 일본의 웹서비스 기업 사이버에이전트가 설립했다. 사명은 사이버(Cyber)와 게임스(Games)의 합성어이다. 2012년 11월, DeNA는 사이게임즈 주식 24%를 매입했다. 같은 해, 가마수트라는 사이게임즈를 '그 해 최고의 10 개발사' 중 하나로 선정했다.

## 개발 게임

### 모바일 및 웹브라우저 게임
| 제목                                                                  | 최초 발매일                                   | 배급사                                           | 플랫폼                                                          | 일본 출시 | 국외 출시 | 비고      |
| --------------------------------------------------------------------- | --------------------------------------------- | ------------------------------------------------ | --------------------------------------------------------------- | --------- | --------- | --------- |
| 바하무트 - 배틀 오브 레전드                                           | 일본: 2011년 9월 1일                          | 전세계: DeNA                                     | 모바게                                                          | 예        | 종료      |           |
| 아이돌마스터 신데렐라 걸즈                                            | 일본: 2011년 11월 28일                        | 일본: 반다이 남코 엔터테인먼트                   | 모바게, 안드로이드, iOS, AndApp                                 | 예        | 아니요    |           |
| 세인츠 세이야 갤럭시 카드 배틀 (DeNA와 공동개발)                      | 일본: 2012년 4월 12일                         | 일본: DeNA                                       | 모바게                                                          | 예        | 아니요    | 서버 종료 |
| 디즈니 판타지 퀘스트                                                  | 일본: 2012년 4월                              | 일본: DeNA                                       | 모바게                                                          | 예        | 아니요    | 서버 종료 |
| 슈퍼 전대 히어로즈                                                    | 일본: 2012년 4월 26일                         | 일본: 반다이 남코 엔터테인먼트                   | 모바게                                                          | 예        | 아니요    | 서버 종료 |
| 배틀 스피리츠 패자의 포효                                             | 일본: 2012년 4월                              | 일본: 반다이 남코 엔터테인먼트                   | 모바게                                                          | 예        | 아니요    | 서버 종료 |
| 사카츠쿠 S 월드 스타즈                                                | 일본: 2012년 6월                              | 일본: 세가                                       | 모바게                                                          | 예        | 아니요    | 서버 종료 |
| 불꽃소년 레카 버닝 에볼루션 (쇼가쿠칸와 공동개발)                     | 일본: 2012년 7월 19일                         | 일본: 사이게임즈                                 | 모바게                                                          | 예        | 아니요    | 서버 종료 |
| TIGER & BUNNY 로드 오브 히어로                                        | 일본: 2012년 7월 27일                         | 일본: 반다이 남코 엔터테인먼트                   | 모바게                                                          | 예        | 아니요    | 서버 종료 |
| 삼국지 퍼즐 대전                                                      | 일본: 2013년 8월                              | 일본: 사이게임즈                                 | 안드로이드, iOS                                                 | 예        | 아니요    | 서버 종료 |
| 나이츠 오브 글로리                                                    | 일본: 2013년 11월                             | 일본: 사이게임즈                                 | 모바게                                                          | 예        | 아니요    | 서버 종료 |
| 라 루디아이아 크로니클                                                | 일본: 2013년 11월                             | 일본: 사이게임즈                                 | 모바게                                                          | 예        | 아니요    | 서버 종료 |
| 드래곤 퀘스트 몬스터즈: 슈퍼 라이트                                   | 일본: 2014년 1월 23일                         | 일본: 스퀘어 에닉스                              | 안드로이드, iOS                                                 | 예        | 아니요    |           |
| 그랑블루 판타지                                                       | 일본: 2014년 3월 10일                         | 일본: 사이게임즈                                 | 모바게, AndApp, GREE, DMM 게임스, 야후! 게임스, 안드로이드, iOS | 예        | No        |           |
| 리틀 노아 (블레이즈 게임스 개발)                                      | 전세계: 2015년 2월 12일                       | 전세계: 사이게임즈                               | 안드로이드, iOS                                                 | 예        | 예        | 서버 종료 |
| LINE 페이퍼 대쉬 월드                                                 | 일본: 2015년 3월                              | 일본: LINE                                       | LINE GAME                                                       | 예        | 아니요    | 서버 종료 |
| 아이돌마스터 신데렐라 걸즈 스타라이트 스테이지                        | 일본: 2015년 9월 3일                          | 일본: 반다이 남코 엔터테인먼트                   | 안드로이드, iOS                                                 | 예        | 아니요    |           |
| 라비토비 (시테일 개발)                                                | 일본: 2015년 9월                              | 일본: 사이게임즈                                 | 안드로이드, iOS                                                 | 예        | 아니요    | 서버 종료 |
| 프린세스 커넥트! (사이버에이전트와 공동개발)                          | 일본: 2015년 2월 18일                         | 일본: 사이게임즈 / 사이버에이전트                | 아메바                                                          | 예        | 아니요    | 서버 종료 |
| 현대 마작 올스타즈 (다케쇼보와 공동개발)                              | 일본: 2015년 9월                              | 일본: 사이게임즈                                 | 안드로이드, iOS                                                 | 예        | 아니요    | 서버 종료 |
| 섀도우버스                                                            | 전세계: 2016년 6월 17일                       | 일본: 사이게임즈                                 | 안드로이드, iOS, DMM 게임스, 마이크로소프트 윈도우 (스팀 유통)  | 예        | 예        |           |
| 로스트 오더 (사이디자이네이션, 플래티넘게임즈, 노이지크록과 공동개발) | 일본: 2017년 8월 9일                          | 일본: 사이게임즈                                 | 안드로이드, iOS                                                 | 예        | 아니요    |           |
| 세븐즈 스토리 (주식회사 윗엔터테인먼트와 공동개발)                    | 일본: 2017년 8월 18일                         | 일본: 사이게임즈                                 | 안드로이드, iOS                                                 | 예        | 아니요    |           |
| 오딘 크라운 (게임진스, 사이디자이네이션과 공동개발)                   | 일본: 2018년 2월 8일                          | 일본: 사이게임즈                                 | 안드로이드, iOS                                                 | 예        | 아니요    | 서버 종료 |
| 프린세스 커넥트! Re:Dive                                              | 일본: 2018년 2월 15일 전세계: 2021년 2월 29일 | 일본: 사이게임즈 중국: 빌리빌리 전세계: 크런치롤 | 안드로이드, iOS                                                 | 예        | 예        |           |
| 드라갈리아 로스트                                                     | 전세계: 2018년 9월 27일                       | 전세계: 닌텐도                                   | 안드로이드, iOS                                                 | 예        | 예        |           |
| 월드 플리퍼 (시테일과 공동개발)                                       | 일본: 2019년 11월 27일 전세계: 2021년 9월 8일 | 일본: 사이게임즈 전세계: 카카오게임즈            | 안드로이드, iOS                                                 | 예        | 예        |           |
| 우마무스메 프리티 더비                                                | 일본: 2021년 2월 24일                         | 일본: 사이게임즈 한국: 카카오게임즈              | 안드로이드, iOS, DMM 게임스                                     | 예        | 예        |           |
| IDOLY PRIDE (퀄리아츠와 공동개발)                                     | 일본: 2021년 6월 24일                         | 일본: 퀄리아츠                                   | 안드로이드, iOS                                                 | 예        | 아니요    |           |
| 백영웅전 히어로                                                       | 미정                                          | 일본: 사이게임즈                                 | 미정                                                            | 예        | 아니요    |           |
| 미발표 사이게임즈 크로스오버 게임                                     | 미정                                          | 일본: 사이게임즈                                 | 미정                                                            | 예        | 아니요    |           |

1. ↑  《그랑블루 판타지》는 일본 외 지역의 앱스토어에서 이용가능하지 않지만, 게임 클라이언트 내에서 영어 현지화를 지원하며 일본어와 동일한 시간대에 업데이트를 하고 있다.

### 기타 게임
| 제목                                             | 최초 발매일                                                            | 배급사                                              | 플랫폼                                                    | 일본 출시 | 국외 출시 |
| ------------------------------------------------ | ---------------------------------------------------------------------- | --------------------------------------------------- | --------------------------------------------------------- | --------- | --------- |
| 원더십 Q (미라클 포지티브와 공동개발)            | 일본: 2015년 11월 19일 (비타) 전세계: 2016년 7월 18일 (스팀)           | 전세계: 사이게임즈                                  | 플레이스테이션 비타, 마이크로소프트 윈도우 (스팀 유통)    | 예        | 예        |
| 아이돌마스터 신데렐라 걸즈 뷰잉 레볼루션         | 일본: 2016년 3월 13일 동남아: 2017년 4월 21일 전세계: 2017년 7월 18일} | 전세계: 반다이 남코 엔터테인먼트                    | 플레이스테이션 4 (플레이스테이션 VR)                      | 예        | 예        |
| 존 오브 디 엔더스: 더 세컨드 러너                | 전세계: 2018년 9월 4일                                                 | 전세계: 코나미                                      | 플레이스테이션 4, 마이크로소프트 윈도우 (스팀 유통)       | 예        | 예        |
| 그랑블루 판타지 버서스 (아크 시스템 웍스 개발)   | 아시아: 2020년 2월 10일 전세계: 2020년 3월 6일                         | 일본: 사이게임즈 아시아: 세가 전세계: 엑시드 게임스 | 플레이스테이션 4, 마이크로소프트 윈도우 (스팀 유통)       | 예        | 예        |
| 섀도우버스: 챔피언스 배틀                        | 일본: 2020년 11월 5일 전세계: 2021년 8월 13일                          | 일본: 사이게임즈 전세계: 엑시드 게임스              | 닌텐도 스위치                                             | 예        | 예        |
| 그랑블루 판타지: 리링크 (사이게임즈 오사카 개발) | 전세계: 2022년                                                         | 전세계: 사이게임즈                                  | 플레이스테이션 4, 플레이스테이션 5, 마이크로소프트 윈도우 | 예        | 예        |
| 프로젝트 어웨이크닝 (사이게임즈 오사카 개발)     | 미정                                                                   | 일본: 사이게임즈                                    | 플레이스테이션 4                                          | 예        | 예        |
| 프로젝트 GAMM                                    | 미정                                                                   | 일본: 사이게임즈                                    | 콘솔                                                      | 예        | 예        |

### 참조주
1. ↑  “Cygames – Press”. 《Cygames》.
2. ↑  “DeNA to buy into Cygames - Mobile World Live”. 2012년 11월 7일.
3. ↑  staff, Gamasutra, GD mag. “The top 10 game developers of 2012”.
4. ↑  Steparu. “Knights of Glory Released | Steparu.com”. 《steparu.com》 (영국 영어). 2018년 3월 7일에 확인함.
5. ↑  “Odin Crown – Japanese studio announces new mobile MOBA | MMO Culture”. 《mmoculture.com》 (미국 영어). 2018년 3월 7일에 확인함.
6. ↑  The Idolmaster: Cinderella Girls Viewing Revolution coming west on July 18, Gematsu, July 17, 2017
7. ↑  “Shadowverse: Champion's Battle launches November 5 in Japan, debut trailer and details”. 《Gematsu》. 2020년 6월 29일에 확인함.